# 天舟四号
天舟四号货运飞船是天舟系列货运飞船的第四次飞行任务，在2022年5月10日1时56分从中国文昌航天发射场使用长征七号运载火箭发射升空，并在當日的8时54分与空間站組合體成功完成在軌自主快速交會對接。2022年11月9日，天舟四号撤离空间站组合体；11月15日，飞船受控再入大气层，任务结束。
執行本次任務的天舟四號飛船是天宮號空間站的第五艘到訪航天器以及第三艘無人貨運飛船。本次任务是中国空间站建造阶段的首次发射和货运补给任务。

## 任务历史
2022年5月7日，天舟四号货运飞船和长征七号遥五运载火箭组合体垂直转运至发射区。
2022年5月10日01时56分，搭载天舟四号货运飞船的长征七号遥五运载火箭，在中国文昌航天发射场发射成功。2时6分左右飞船与火箭成功分离，进入预定轨道，2时23分，飞船太阳能帆板展开工作。
2022年5月10日08时54分，天舟四号采用自主快速交会对接模式，成功对接空间站天和核心舱后向端口。
2022年6月6日11时9分，神舟十四号航天员乘组成功开启天舟四号货物舱舱门，并于12时19分进入天舟四号货运飞船。
2022年11月9日14时55分，天舟四号货运飞船完成全部既定任务，撤离空间站组合体，进入独立飞行状态，择机受控再入大气层。
2022年11月15日7時21分，天舟四号货运飞船受控再入大气层，大部分舱体结构于再入过程中在大气层烧毁，少量残骸最终落入南太平洋预定安全海域。

## 运载物
天舟四号装载航天员系统、空间站系统、空间应用领域、货运飞船系统共计200余件（套）货物，其中包括货包货物和直接安装货物，携带补加推进剂约750千克，上行物资总重约6000千克，为神舟十四号乘组3人6个月在轨驻留、空间站组装建造、开展空间科学实验等提供物资保障。
货包更首次采用升級的彩色“身份证”，采用彩色二维码标签区分浅蓝、深蓝、绿色、紫色、浅棕、深棕六种颜色，其中绿色代表航天员系统食品，浅棕色代表摄影设备包，紫色代表医学实验领域物资。
- 物资总重：6.2吨
  - 上行货物：5.45吨
  - 推进剂：0.75吨

控制力矩陀螺儀是其中一件货物，該儀器重达170公斤，是目前已运输的物资裡面最重的。不過天和核心艙已經有了6個，這枚主要是備份之用。